# Raum
Pour les articles homonymes, voir Raum (homonymie).

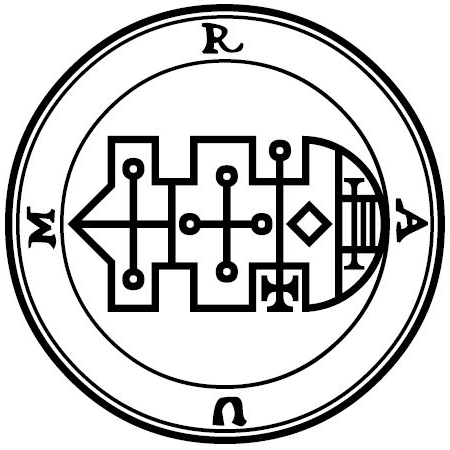
Le sceau de Raum selon Mathers.

Raum est un démon issu des croyances de la goétie, science occulte de l'invocation d'entités démoniaques. 
Le Lemegeton le mentionne en 40e position de sa liste de démons. Selon l'ouvrage, Raum est un grand duc et se présente sous la forme d'un corbeau lorsqu'il est invoqué. Il détruit les villes et les dignités humaines. Il est de l'ordre des trônes et commande à 30 légions. 
La Pseudomonarchia Daemonum le mentionne en 42e position de sa liste de démons. Elle lui attribue également le nom de Spirus et lui donne des caractéristiques similaires.